# Subtiaba
El subtiaba d'acord amb Sapir o maribio és una llengua morta pertanyent a la família otomang. Va ser parlada per un poble assentat al nord-oest de Nicaragua, més particularment entorn de la localitat de Sutiaba que avui forma part de León. Segons l'evidència disponible, el subtiaba va ser una llengua molt propera al tlapaneca, que actualment es parla a l'estat de Guerrero, a Mèxic. Per això, forma part del grup subtiaba-tlapaneca d'aquesta família otomang.

## Parentiu
En 1925 Edward Sapir va escriure sobre el subtiaba un article basat en l'anàlisi de l'evidència disponible. En el text, Sapir incloïa aquesta llengua en la hipotètica família hoka. Quan Sapir va escriure el seu article de 1925, el subtiaba estava a prop de l'extinció.
Oltrogge [1977] va proposar una relació del subtiaba amb el jicaque-tol i el tequistlateca, encara que l'evidència de la relació jicaque-tol-tequistlateca és sòlida, l'evidència en favor del parentiu amb el subtiaba és feble. No obstant això, els treballs comparatius que van presentar millor evidència del parentiu són els de Rensch [1976, 1977] i Suárez [1977] que independentment van trobar evidència en favor de la relació del subtiaba amb el tlapaneca i altres llengües otomang.

## Comparació lèxica
| GLOSA  | Sutiaba  | Tlapaneca |
| ------ | -------- | --------- |
| Un     | i·mba    | mba¹      |
| Dos    | a·pu·    | a3hma3    |
| Tres   | a·su     | a²cu¹     |
| Quatre | axku     | a²kho3    |
| Home   | ra·bu    | ša3bo3    |
| Dona   | ra·bagu· | a'3go3    |
| Gos    | ru·wa    | šu3wã¹    |
| Sol    | ahka     | a3kha'3   |
| Lluna  | uku      | gő'3      |
| Aigua  | i·lu     | i²ya²     |